# Sirkap

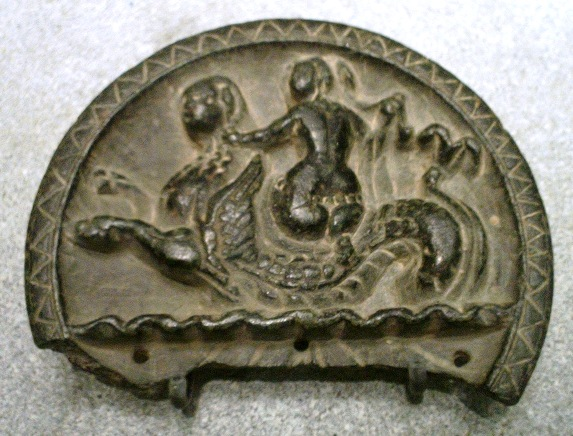
Kamenná deska zobrazující Néreovnu a Kétó, 2. století př. n. l., Sirkap

Sirkap je archeologická lokalita nedaleko Takšašíly, v pákistánské provincii Paňdžáb. Původně zde stálo město, které nechal vystavět řecko-baktrijský král Démétrios I. poté, co kolem roku 180 př. n. l. vtrhl do Indie. Město ještě ve 2. století př. n. l. pravděpodobně přestavěl Menandros.
Město protínala jedna hlavní ulice, na kterou je napojeno patnáct kolmých, menších ulic. Zabíralo plochu 1200 x 400 metrů a celé bylo obehnáno zdí širokou 5–7 metrů o celkové délce 4,8 kilometru. Dnešní ruiny města jsou podobné těm v makedonském Olynthu.
V Sirkapu byly nalezeno mnoho předmětů, především pak řecko-baktrijské mince. Některé z nich jsou čistě helénského stylu, další naopak vykazují velmi silný, řecko-baktrijský vliv. I další nálezy jasně ukazují střetávání helénské a indické kultury. Např. některé sirkapské stúpy jsou zdobeny tradičními helénskými dekorativními prvky.